# Nhà thờ Thánh Anne ở Šenkvice
Nhà thờ Thánh Anne ở Šenkvice (tiếng Slovakia: Kostol svätej Anny v Šenkvice) là một nhà thờ Công giáo La Mã tọa lạc ở làng Šenkvice, vùng Bratislava, Slovakia. Giáo xứ này trực thuộc tổng giáo phận Bratislava. Vào ngày 17 tháng 7 năm 1963, nhà thờ này được ghi danh vào Danh sách Di tích Trung ương theo quyết định của Bộ Văn hóa Cộng hòa Slovakia.

## Lịch sử
Nhà thờ Thánh Anne ở Šenkvice có lẽ được xây dựng vào khoảng năm 1350. Những người từ vùng lân cận Kostajnice của Croatia bị trục xuất bởi các cuộc xâm lược của Thổ Nhĩ Kỳ đã đến đây định cư và bắt đầu xây dựng một nhà thờ mới lớn hơn trên đống đổ nát của nhà thờ cũ. Sau đó, Šenkvice trở thành một giáo xứ vào năm 1584. Linh mục đầu tiên của giáo xứ mới có lẽ là Matej Sosič.
Ján Janič bắt đầu mở rộng và tái thiết nhà thờ này vào khoảng năm 1618. Nhà thờ được bổ sung một tòa tháp chuông. Đồng thời, những bức tường cao 4 mét được xây lên để bảo vệ nhà thờ trước những vụ cướp của các đơn vị quân đội Thổ Nhĩ Kỳ, họ thường cướp bóc các ngôi làng ở tây nam Slovakia.
Giám mục Chad thánh hiến nhà thờ này vào ngày 3 tháng 4 năm 1672. Năm 1766, nhà thờ gặp một trận hỏa hoạn lớn và đến năm 1783 thì được khôi phục lại như hình dạng hiện nay.